# 塩化ポリドロニウム
塩化ポリドロニウム（Polidronium chloride）は、点眼剤用の防腐剤である。

## 概要
塩化ポリドロニウムの分子量は810.21。細菌の細胞膜に対して界面活性作用を発揮して細胞膜を破壊することで雑菌の繁殖を防ぐ。しかし殺菌速度が遅いという欠点がある他、アカントアメーバや真菌にはあまり効果がないという欠点もある。

## 点眼剤用防腐剤
従来点眼剤用防腐剤として用いられてきた塩化ベンザルコニウムは角膜に障害を引き起こすことが知られている。そこで塩化ポリドロニウムのような他の防腐剤が考案されてきた。ただし塩化ポリドロニウムと言えど角膜障害の原因になったと見られる症例も報告されている。なお他にも塩化亜鉛とホウ酸とソルビトール緩衝液を混合したSofZiaなどもある。また点眼剤を1回使い切りにすることで防腐剤を不要にした製品もある。